# Леонович, Иван Иосифович
Иван Иосифович Леонович — белорусский ученый в сфере высшего образования, транспорта и дорожного строительства, доктор технических наук, профессор, заслуженный деятель науки и техники БССР.

## Биография
И. И. Леонович родился в д. Цырин Кореличского района Гродненской области. Окончил Белорусский лесотехнический институт в 1953 году. Работал заведующим кафедрой и проректором по научной работе Белорусского технологического института, заместителем Министра высшего и среднего специального образования БССР. Последние годы его профессиональной деятельности были связаны с научно-педагогической работой и заведыванием кафедрой «Строительство и эксплуатация автомобильных дорог» БНТУ. Его трудовой стаж превышает 71 год.
Результатом труда профессора стали подготовленные в БНТУ и БГТУ с его участием тысячи инженеров по специальностям «Автомобильные дороги, мосты, транспортные тоннели и метрополитены», «Организация и безопасность дорожного движения», «Лесоинженерное дело» и другим. Он подготовил 6 докторов и 23 кандидатов наук, 7 магистров, ряда исследователей. Ему принадлежат свыше 1200 научных и методических публикаций, среди которых монографии, учебники, учебные пособия, патенты, статьи и другие издания.

## Награды
Ордены Отечества II и III степени, орден «Знак Почета», тремя медалями, Почетными грамотами Верховного Совета БССР, Минвузов СССР и БССР